# روبرت وليامز (لاعب كريكت بريطاني)
روبرت وليامز (12 ديسمبر 1970 في المملكة المتحدة - ) (بالإنجليزية: Robert Williams)‏ هو لاعب كريكت بريطاني. لعب مع Oxfordshire County Cricket Club ‏.

## وصلات خارجية
- روبرت وليامز على موقع إي آس بي آن كريك إنفو (الإنجليزية)